# Goze Deltschew (Stadt)
Goze Deltschew [ˈɡɔtsɛ ˈdɛɫtʃɛf] (bulgarisch Гоце Делчев) ist eine Stadt und Verwaltungszentrum einer gleichnamigen Gemeinde in der südwestbulgarischen Oblast Blagoewgrad mit ca. 18.000 Einwohnern.
Die Stadt wurde 1951 nach dem Revolutionär und Freiheitskämpfer Goze Deltschew benannt; früher hieß sie Newrokop (griechisch: Νευροκόπι).

## Lage
Die Stadt liegt im Tal des Flusses Mesta, das zwischen dem Pirin und Rhodopengebirge umschlossen ist. Die Stadt liegt rund 200 km südlich der bulgarischen Hauptstadt Sofia und ist rund 90 km östlich von der Bezirkshauptstadt Blagoewgrad entfernt. Der bulgarisch-griechische Grenzübergang Ilinden-Exochi befindet sich ca. 20 km südlich der Stadt.

## Gemeindegliederung
Die Bevölkerung der Gemeinde Goze Deltschew (bulg. Община Гоце Делчев) beträgt 35.884 Einwohnern (Stand 15. März 2009). Zu ihr gehören neben der Stadt Goze Deltschew noch folgende Orte:
| - Banitschan - Borowo - Bresniza - Bukowo - Gospodinzi | - Deltschewo - Dobrotino - Laschniza - Korniza - Musomischta |

## Geschichte

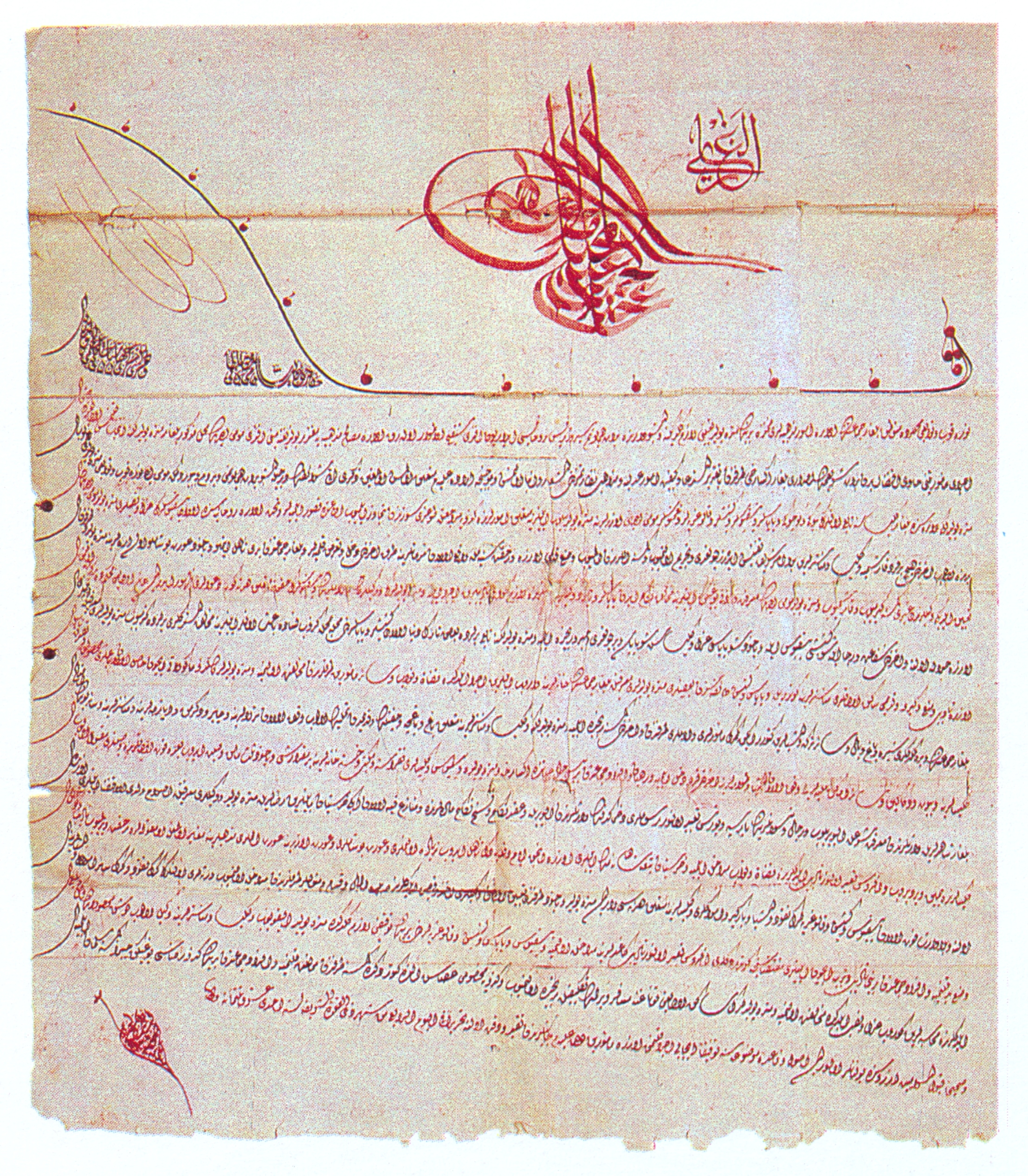
Ernennungsurkunde (Berât) für Ilarion, Metropolit von Newrokop (1894)

Im 2. Jahrhundert v. Chr. befand sich in der Nähe die römische Stadt Nicopolis ad Nestum, aus der sich der alte Name der Stadt Newrokop ableitete.
Um 837 kam die Region unter bulgarische Herrschaft.
2001 wurde mit Unterstützung des Bundes Freier Evangelischer Gemeinden in Deutschland die Klinik für endokrine Chirurgie „Zeichen der Hoffnung“ (bulg. Символ на надеждата) eröffnet. Seither kamen ein Tagesförderzentrum für Behinderte und ein ambulanter Pflegedienst dazu.
Eine ortsansässige Fabrik stellt Spielzeugbeilagen für Überraschungseier her.

## Sehenswürdigkeiten
- Ehemalige Synagoge, erbaut Anfang des 20. Jahrhunderts

## Sport
Der FC Pirin Goze Deltschew spielte von 2012 bis 2014 in der ersten bulgarischen Fußballliga.

## Persönlichkeiten
- Alexandar Pramatarski (* 1963), Vorsitzender der Demokratischen Partei
- Nikolina Tschakardakowa (* 1969), Folklore-Sängerin
- Rossen Plewneliew (* 1964), Unternehmer und Politiker, ehemaliger Staatsoberhaupt (Präsident, Januar 2012 – Januar 2017)
- Marija Gabriel (* 1979), Politikerin, mehrfach EU-Kommissarin
- Todor Ruskow (* 1987), Handballnationalspieler
- Tsanko Arnaudov (* 1992), portugiesischer Kugelstoßer